# Heliofísica
A heliofísica é o estudo do sistema composto pela heliosfera solar e pelos objectos que com esta interagem. Estes objectos podem ser: atmosferas e magnetosferas planetárias, a coroa solar, o meio interestelar. A heliofísica combina outras disciplinas, incluindo ramos da astrofísica, física do plasma e física solar.